# Козлук
Козлук (тур. Kozluk, курд. Hezo) — город и район в провинции Батман (Турция). Исторические названия — Хазо и Коз.

## История
Под названием «Хазо» город упоминается в таких произведениях, как «Шереф-наме» и «Сеяхат-наме». Согласно «Сяхат-наме», Тамерлан захватил Хазо у Ак-Коюнлу и уничтожил его, но впоследствии город возродился, и оставался под властью Ак-Коюнлу до 1502 года, когда его захватил шахиншах Исмаил I. После Чалдыранской битвы 1514 года Хазо вошёл в состав Османской империи. После образования Турецкой республики Хазо до 1 июня 1938 года был частью района Сасон, затем был переименован в Козлук и стал частью провинции Сиирт. С 18 мая 1990 года Козлук стал частью провинции Батман.

## Известные жители, уроженцы
В 1950-х годах судёй в городе служил Халит Киванч, ставший со временем известным спортивным комментатором.